# Rumpo
Rumpo − wieś w Estonii, w prowincji Läänemaa, w gminie Vormsi.